# Баківцівська сільська рада
Баківцівська сільська рада — адміністративно-територіальна одиниця та орган місцевого самоврядування у Луцькому районі Волинської області з адміністративним центром у с. Баківці.

## Населені пункти
Сільській раді підпорядковані населені пункти:
- с. Баківці
- с. Озеряни

## Склад ради
Рада складається з 16 депутатів та голови.

## Керівний склад сільської ради
| ПІБ                         | Основні відомості                                                 | Дата обрання | Дата звільнення |
| --------------------------- | ----------------------------------------------------------------- | ------------ | --------------- |
| Пастерук Руслана Миколаївна | Сільський голова, 1962 року народження, освіта                    | 26.03.2006   | 31.10.2010      |
| Пастерук Руслана Миколаївна | Сільський голова, 1962 року народження, освіта вища, позапартійна | 31.10.2010   |                 |

Примітка: таблиця складена за даними джерела

## Населення
Згідно з переписом УРСР 1989 року чисельність наявного населення сільської ради становила 754 особи, з яких 341 чоловік та 413 жінок.
За переписом населення України 2001 року в сільській раді мешкало 636 осіб.

### Мова
Розподіл населення за рідною мовою за даними перепису 2001 року:
| Мова       | Відсоток |
| ---------- | -------- |
| українська | 98,45 %  |
| російська  | 1,39 %   |
| білоруська | 0,15 %   |